# Rio Três Barras
O rio Três Barrasé um curso de água do estado de Santa Catarina, no Brasil.
Este rio nasce no morro da Igreja e é um afluente do rio Tubarão.